# Santandercito (Cundinamarca)
Santandercito es una inspección del municipio de San Antonio del Tequendama en el departamento de Cundinamarca, Colombia. Dista de Bogotá 30 km por la vía que de la capital del país conduce al municipio de Mesitas del Colegio. La cabecera municipal (San Antonio del Tequendama) se encuentra a 11 km al norte. Se encuentra ubicado en una de las vertientes de la cordillera oriental colombiana, a una altitud de 1645 m.s.n.m. La temperatura media anual oscila entre 19 y 21 °C. La benignidad del clima y su localización privilegiada hacen de Santandercito un destino turístico de cercanía para la población de Bogotá principalmente. Cuenta con cultivos de café, plátanos, mandarinas y tomates, y cría de cerdos, avicultura y pesca.

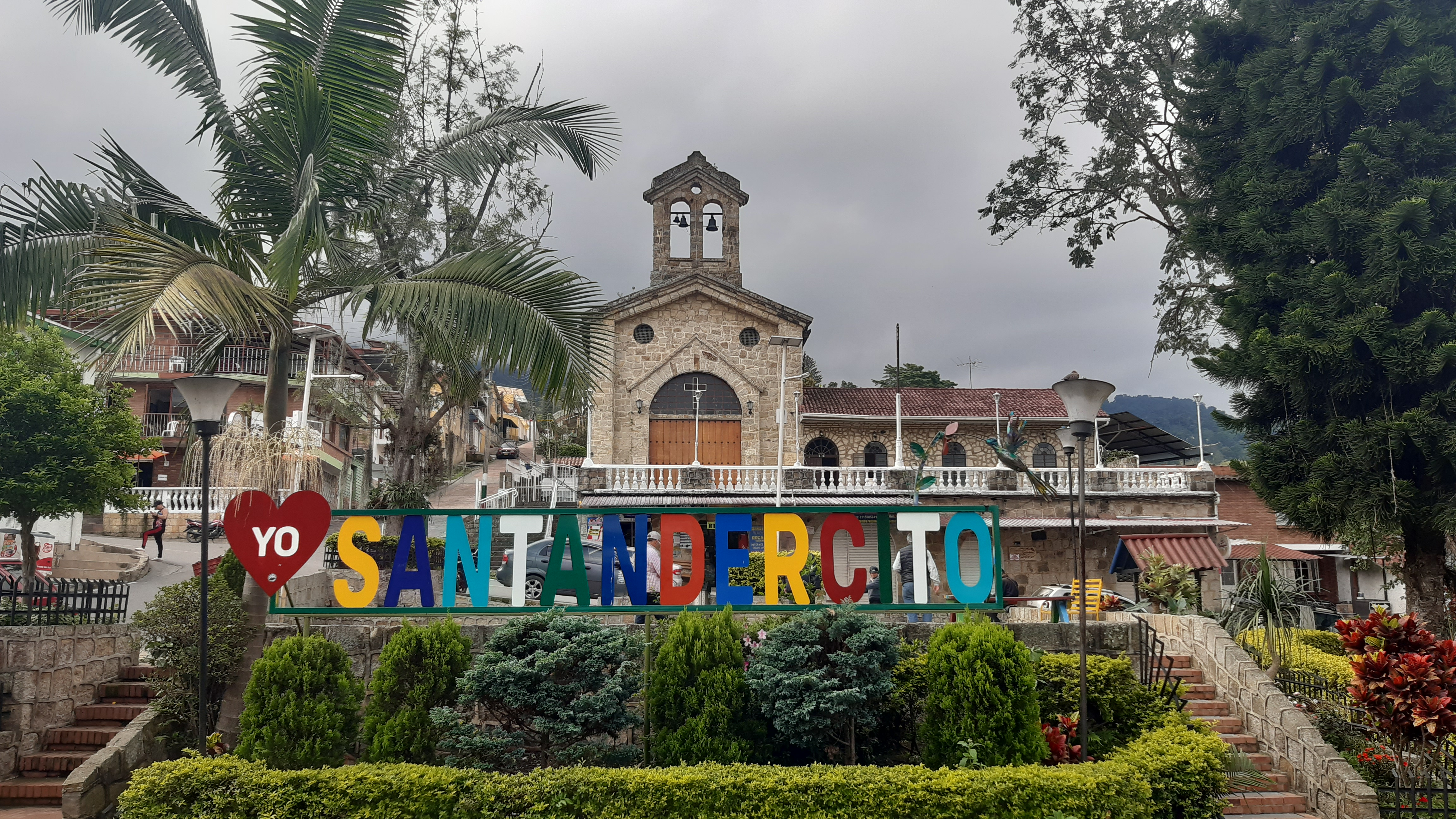

La Institución Educativa Mariano Santamaría fue fundada en 1968 como colegio parroquial de Santandercito por el reverendo padre José Bernardo Agudelo Correa, sacerdote Eudista. En 1971 empieza a funcionar como colegio departamental bajo la dirección del licenciado Manuel Vicente Rojas Romero y un equipo de profesores nombrado por la gobernación de Cundinamarca. En este mismo año recibe la aprobación para el ciclo de educación básica secundaria; cabe anotar que en sus inicios cada curso funcionaba en diferentes casas de la población y la formación de los estudiantes se realizaba en lo que hoy es el atrio de la iglesia.
- 1973 - Se adquiere la finca Bochica en calidad de arrendamiento, donde funciona hasta 1986.
- 1976 se crea el grado quinto de bachillerato.
- 1977 se obtiene la aprobación oficial del bachillerato completo y se gradúa la primera promoción.
- 1980 - Se inicia la construcción de la nueva sede donde funciona y paulatinamente se trasladan los cursos.
- 1992 - Se inaugura la sede administrativa y en este mismo año ante la creciente población estudiantil ,se abre la jornada de la tarde con profesores pagos por el municipio, en la administración del doctor Ulpíano Lara Barbosa alcalde municipal.

Al deceso del señor rector Manuel Vicente Rojas le sucede la licenciada Marina Hernández, para luego ejercer en la rectoría el licenciado José Salomón Díaz, durante esos años se cuenta con la creación de  laboratorios de física, química e informática, al igual que la  banda marcial. Se realizan diferentes eventos culturales y deportivos. En 1991 fue trasladado  del Mariano el rector Salomón Díaz para ser sucedido por el Licenciado José Arquímedes Reyes y más tarde por el Licenciado José Eduardo Barbosa.
- 21 de noviembre de 2003, mediante gestión realizada por el rector René de Jesús Rincón, se consigue la aprobación del bachillerato técnico con especialidad en gestión empresarial, según resolución N.º 0004642.
- En el año 2004 se integran las sedes rurales y la sede urbana. Durante este mismo año se realiza la primera feria empresarial marianista.
- En el año 2008 se traslada a la institución el profesor Luis Evelio Guarín quien solamente rige los destinos durante dos años. Actualmente ,se encuentra al frente de la rectoría la licenciada Carmen Eulalia Martín Garzón.